# Chiến dịch Vitebsk–Orsha
Chiến dịch Vitebsk–Orsha là một trong ba chiến dịch mở màn cho các hoạt động tấn công lớn nhất năm 1944 của Quân đội Liên Xô trên Chiến trường Byelorussia, diễn ra từ ngày 23 tháng 6 đến ngày 28 tháng 6 năm 1944, đúng ba năm sau ngày phát xít Đức tấn công Liên Xô. Chiến dịch diễn ra trên hướng Vitebsk-Orsha, một trong hai hướng đột kích chủ công của các phương diện quân Liên Xô tại mặt trận Byelorussia. Chỉ sau sáu ngày giao chiến, Phương diện quân Byelorussia 3 và ba tập đoàn quân cánh trái của Phương diện quân Pribaltic 1 đã đánh bại Tập đoàn quân xe tăng 3, cánh trái của Tập đoàn quân 4 và cánh phải của Tập đoàn quân 16 (Đức), bao vây và tiêu diệt một cụm lớn quân Đức tại "cái chảo" Vitebsk, bắt sống tướng Friedrich Gollwitzer, chỉ huy Quân đoàn bộ binh 53 (Đức), tướng Alfons Hitter, Sư đoàn trưởng Sư đoàn bộ binh 206 và đại tá Smit, tham mưu trưởng Quân đoàn 53. Các sư đoàn đoàn Đức thuộc các Quân đoàn bộ binh 6 và 9 đều bị đánh thiệt hại nặng.
Chiến dịch Vitebsk–Orsha mở ra một đột phá khẩu rộng hàng trăm km ở hướng Đông Bắc của Cụm tập đoàn quân Trung tâm (Đức). Chỉ trong hai ngày 26 và 27 tháng 6, quân Đức mất hai trung tâm phòng ngự quan trọng tại Vitebsk, Orsha, các cứ điểm phòng thủ trên tuyến đầu gồm Sirotino (Sirocina), Shumilino (Sumilina), Gnedilovichi (Krupienina), Bogushevsk (Bahuseusk), Shalatino (Shalashino), Dubrovno (Dubrouna) và hàng chục cứ điểm phòng thủ tuyến sau như Beshenkovichi, Lepen (Lepiel), Senno (Syano), Novo Vyalitsa (???), Tolochin (Talachin), Krupky (Krupki) và Borisov (Barysaw), cửa ngõ phía Đông Bắc của Minsk.
Ngày 28 tháng 6, Quân đoàn xe tăng 39 (Đức) mở một cuộc phản kích mạnh bằng lực lượng của các sư đoàn xe tăng 3, 18 và Sư đoàn bộ binh 292 (Quân đoàn bộ binh 55) từ Smolevichi (Smalyavichy) đánh vào Borisov nhưng chỉ cản được quân đội Liên Xô tại các bến vượt sông Berezina trong hai ngày. Ngày 30 tháng 6, Tập đoàn quân xe tăng cận vệ 5 và Quân đoàn xe tăng cận vệ 2 (Liên Xô) lần lượt đẩy lùi và đánh thiệt hại nặng các sư đoàn xe tăng Đức và tiếp tục tiến công về Minsk.

## Bối cảnh chiến dịch
Trên hướng Đông và Đông Bắc khu vực "ban công Byelorussia", Vitebsk giữ vai trò là cửa ngõ tiến ra vùng Pribaltic và Orsha là cửa ngõ ra vào phía Đông Bắc Minsk. Do có các tuyến đường bộ và đường sắt nối với nhau và nối với các khu vực phía Nam qua Mogilev đi Zhlobin (Zlobin) và từ Orsha đi Minsk, Lepen; có sông Luchetsa che chắn ở phía Đông nên Vitebsk và Orsha trở thành hai cụm cứ điểm phòng ngự rất lợi hại trên "Phòng tuyến Panther Wotan" của quân đội Đức Quốc xã. Hai cụm phòng thủ này cùng với hàng chục cứ điểm và hàng trăm đồn binh lẻ bố trí từ phía Đông Polotsk (Polatsk) đến thượng nguồn sông Pronya tạo thành thế ỷ dốc trong tác chiến phòng ngự của Tập đoàn quân xe tăng 3 và cánh Bắc của Tập đoàn quân 4 (Đức). Nếu một trong hai cụm này bị tấn công. Thống chế Ernst Busch có thể điều quân từ Cụm Orsha đi chi viện cho Cụm Vitebsk và ngược lại. Điều này đã diẽn ra nhiều lần trong các chiến dịch và trận đánh cục bộ từ cuối năm 1943 đến mùa hè năm 1944.
Do kết quả của các chiến dịch Nevel và Gorodok và một loạt các trận đánh có tính cục bộ trên chiến tuyến từ phía Nam Gorodok đến Bayevo trong mùa đông 1943-1944 và mùa quân năm 1944, Quân đội Liên Xô đã áp sát Vitebsk từ ba phía. Phương diện quân Pribaltic 1 đã khống chế con đường sắt từ Vitebsk đi Polotsk. Tập đoàn quân 39 và Tập đoàn quân 5 (Phương diện quân Byelorussia 3) áp sát Vitebsk từ phía Đông Bắc và phía Đông. Vitebsk không có đường sắt và đường bộ lớn nối với Minsk do vướng khu hồ Lukomlskoye, hồ Palik và vùng đầm lây kéo dài từ Lepen đến Kholopeniki (Kholopenichi). Mọi tuyến tiếp tế cho cụm quân Đức thuộc Tập đoàn quân xe tăng 3 đóng tại Vitebsk và các vùng phụ cận đều trông cậy vào con đường sắt và đường bộ chạy song song với nó đi từ Minsk sang phía Đông qua Orsha và vòng lên phía Bắc đến Vitebsk.

## Binh lực và kế hoạch

### Quân đội Liên Xô

#### Binh lực
Tham gia chiến dịch Vitebsk-Orsha là hai phương diện quân Baltic 1 và Byelorussia 3, nằm dưới sự chỉ đạo của Đại diện Đại bản doanh, Nguyên soái A. M. Vasilevsky
- Phương diện quân Baltic 1 do Đại tướng I. Kh. Bagramyanlàm tư lệnh, trung tướng V. V. Kurasov làm tham mưu trưởng, với tổng binh lực gồm 359.000 người, 687 xe tăng và pháo tự hành, 4.900 đại bác và súng cối.
  - Tập đoàn quân xung kích 4 do trung tướng P. F. Malyshyev chỉ huy. Trong biên chế có 7 sư đoàn và 1 lữ đoàn bộ binh, 1 lữ đoàn và 3 trung đoàn pháo và súng cối, 3 trung đoàn phòng không, 1 lữ đoàn cơ giới và 1 tiểu đoàn xe tăng độc lập.
  - Tập đoàn quân cận vệ 6 do trung tướng I. M. Chistyakov chỉ huy. Trong biên chế có 9 sư đoàn bộ binh; 3 sư đoàn, 1 lữ đoàn và 7 trung đoàn pháo và súng cối; 2 sư đoàn và 1 trung đoàn phòng không; 2 lữ đoàn và 3 trung đoàn xe tăng; 2 trung đoàn pháo tự hành.
  - Tập đoàn quân 43 do trung tướng A. P. Beloborodov chỉ huy. Trong biên chế có 8 sư đoàn bộ binh; 3 lữ đoàn và 3 trung đoàn pháo, 1 lữ đoàn và 1 trung đoàn súng cối; 1 sư đoàn và 2 trung đoàn phòng không; 2 lữ đoàn và 1 trung đoàn xe tăng; 2 trung đoàn pháo tự hành và 1 trung đoàn xe bọc thép.
  - Quân đoàn xe tăng 1 do trung tướng xe tăng V. V. Butkov chỉ huy. Trong biên chế có 3 lữ đoàn xe tăng; 1 lữ đoàn cơ giới; 2 trung đoàn pháo tự hành; 2 các tiểu đoàn cơ giới; 1 trung đoàn súng cối và 1 trung đoàn phòng không.
  - Tập đoàn quân không quân 3 do trung tướng không quân N. F. Papivin chỉ huy. Trong biên chế có 3 sư đoàn và 1 trung đoàn tiêm kích, 3 trung đoàn cường kích, 1 sư đoàn và 2 trung đoàn nám bom.
- Phương diện quân Byelorussia 3 do Đại tướng I. D. Chernyakhovsky làm tư lệnh, trung tướng A. P. Pokrovskiy làm tham mưu trưởng, với tổng binh lực gồm 579.000 người, 1.169 xe tăng, 641 pháo tự hành, 8.412 đại bác và súng cối, 689 khẩu đội pháo phản lực Katyusha, 1.864 máy bay
  - Tập đoàn quân 5 do trung tướng N. I. Krylov chỉ huy. Trong biên chế có 9 sư đoàn bộ binh; 6 lữ đoàn và 1 trung đoàn pháo; 1 lữ đoàn và 2 trung đoàn súng cối; 1 lữ đoàn Katyusha; 5 trung đoàn phòng không; 2 lữ đoàn và 1 trung đoàn xe tăng; 5 trung đoàn pháo tự hành.
  - Tập đoàn quân cận vệ 11 do trung tướng K. N. Galitskiy chỉ huy. Trong biên chế có 9 sư đoàn bộ binh; 2 lữ đoàn và 6 trung đoàn pháo; 1 sư đoàn và 5 trung đoàn súng cối; 1 lữ đoàn và 3 trung đoàn Katyusha; 2 sư đoàn và 2 trung đoàn phòng không; 4 lữ đoàn và 4 trung đoàn xe tăng; 1 lữ đoàn cơ giới; 5 trung đoàn pháo tự hành.
  - Tập đoàn quân 31 do trung tướng V. A. Gluzdovsky chỉ huy. Trong biên chế có 9 sư đoàn bộ binh; 2 lữ đoàn và 4 trung đoàn pháo; 2 trung đoàn súng cối; 1 sư đoàn và 3 trung đoàn phòng không; 1 lữ đoàn xe tăng và 4 trung đoàn pháo tự hành.
  - Tập đoàn quân 39 do trung tướng I. I. Lyudnikov chỉ huy. Binh lực gồm 7 sư đoàn bộ binh; 1 lữ đoàn và 1 trung đoàn pháo; 2 trung đoàn súng cối; 1 trung đoàn phòng không; 1 lữ đoàn xe tăng và 2 trung đoàn pháo tự hành.
  - Tập đoàn quân xe tăng cận vệ 5 do thượng tướng xe tăng P. A. Rotmistrov chỉ huy. Trong biên chế có 6 lữ đoàn và 1 trung đoàn xe tăng, 2 lữ đoàn và 1 trung đoàn cơ giới; 6 trung đoàn pháo tự hành; 1 trung đoàn mô tô; 4 trung đoàn pháo, 3 trung đoàn súng cối, 2 trung đoàn phòng không và 1 trung đoàn không quân.
  - Quân đoàn xe tăng cận vệ 2 "Tatsinskaya" do thiếu tướng A. S. Burdeyniy chỉ huy. Trong biên chế có 3 lữ đoàn và 1 trung đoàn xe tăng; 1 lữ đoàn cơ giới; 2 trung đoàn pháo tự hành; 1 trung đoàn pháo, 1 trung đoàn súng cối, 1 trung đoàn phòng không.
  - Cụm kỵ binh cơ giới hóa do trung tướng N. S. Oslikovsky chỉ huy, gồm có:
    - Quân đoàn cơ giới cận vệ 3 "Stalingrad" do trung tướng V. T. Obukhov chỉ huy. Trong biên chế có 3 lữ đoàn và 1 tiểu đoàn cơ giới; 1 lữ đoàn và 1 tiểu đoàn xe tăng; 3 trung đoàn và 1 tiểu đoàn pháo tự hành; 1 trung đoàn bộ binh mô tô; 2 trung đoàn súng cối; 1 trung đoàn phòng không.
    - Quân đoàn kỵ binh cận vệ 3 gồm 3 sư đoàn kỵ binh; 2 trung đoàn pháo tự hành, 1 tiểu đoàn trinh sát cơ giới, 1 trung đoàn và 1 tiểu đoàn súng cối, 1 trung đoàn phòng không.

  - Tập đoàn quân không quân 1 do trung tướng không quân M. M. Gromov chỉ huy. Trong biên chế có 8 sư đoàn tiêm kích; 4 trung đoàn cường kích và 6 sư đoàn ném bom.

#### Kế hoạch

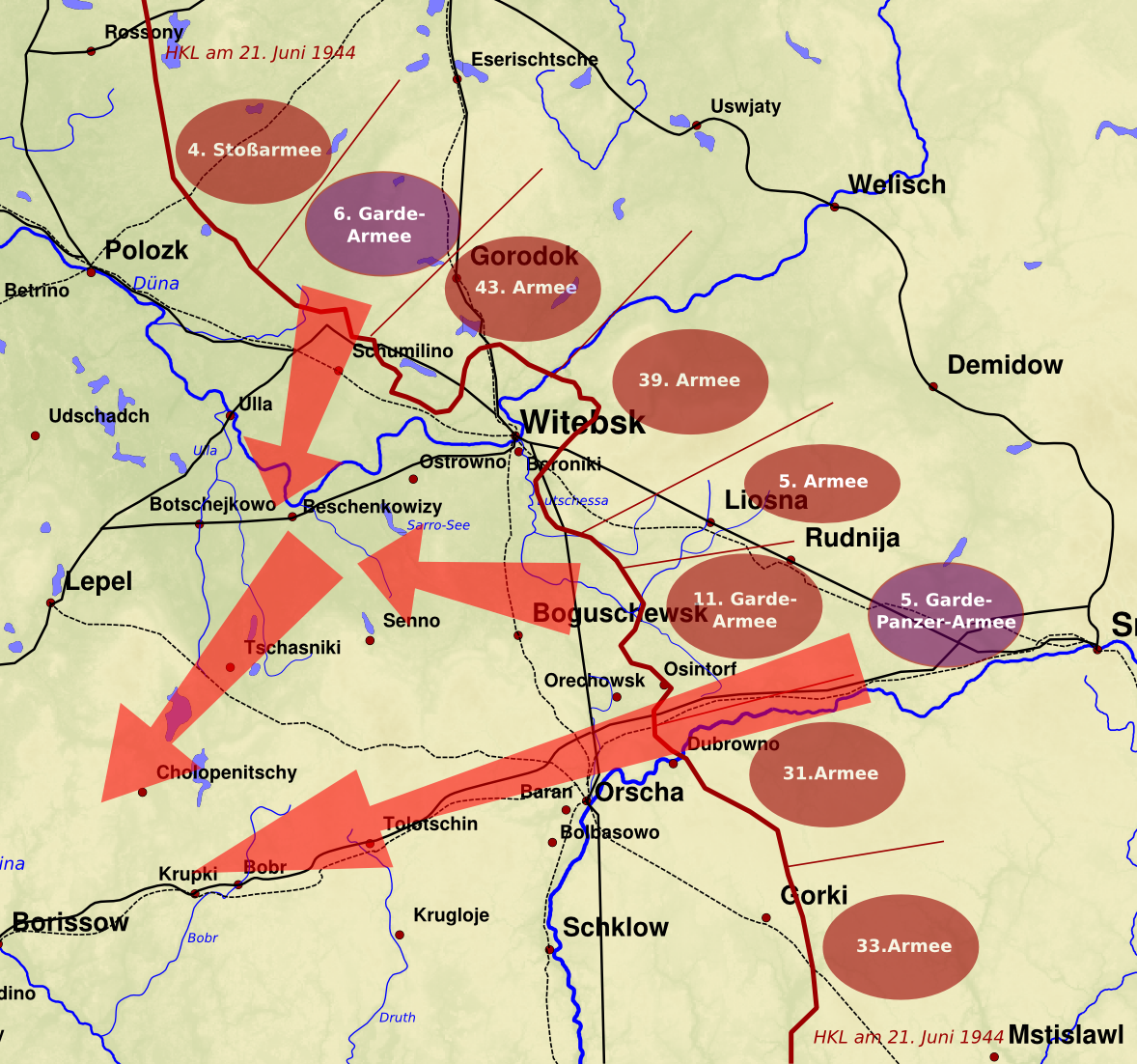
Sơ đồ bố trí binh lực và các hướng tấn công chính của Quân đội Liên Xô trong Chiến dịch Vitebsk-Orsha

Theo khung kế hoạch chung của chiến dịch Bagration, Phương diện quân Baltic 1 sẽ tấn công vào Polotsk, Glubokoye, Švenčionys và tiến ra Šiauliai, cắt đứt cụm Tập đoàn quân Bắc khỏi cụm Tập đoàn quân Trung tâm và tiến tới bờ biển Baltic tại Klaipeda. Trong khi đó, Phương diện quân Byelorussia 3 sau khi thạnh toán xong mục tiêu Vitebsk-Orsha sẽ thọc vào Borisov, tới Minsk, Molodechno (Maladzyechna), Vilnius, Kaunas, Lida Grodno và áp sát biên giới Đông Phổ. Tuy nhiên trong giai đoạn đầu tiên của chiến dịch, hai phương diện quân này có nhiệm vụ phối hợp thanh toán quân Đức tại Vitebsk và sau đó phát triển tấn công về hướng Tây, đồng thời làm nhiệm vụ che sườn cho cánh trái của quân đội Liên Xô tại khu vực này trước các đòn phản kích mà quân Đức ở Minsk và Borisov có thể tung ra.
Để bảo đảm cho hướng tấn công trọng yếu này có được tốc độ đột kích nhanh chóng, STAVKA điều động Tập đoàn quân xe tăng cận vệ 5 của tướng P. A. Rotmistrov từ Phương diện quân Ukraina 2 đến Phương diện quân Byelorussia 3. Tuy nhiên, Trong quá trình điều động, Bộ Tổng tham mưu thấy đại tướng I. S. Konev, Tư lệnh Phương diện quân Ukraina 2 muốn giữ lại một phần xe tăng và các trung đoàn pháo tự hành cho mình. Sự việc được báo cáo lên Đại bản doanh và ngày 25 tháng 5, tướng I. S. Konev nhận được bức điện ngắn gọn nhưng nghiêm khắc của I. V. Stalin:
| “          | Việc điều Tập đoàn quân xe tăng cận vệ 5 đi thì phải có đủ trong biên chế quân đoàn của Vovtsenko và quân đoàn của Kiritsenko với toàn bộ số người, khí tài và tài sản vật chất khác. Cả hai quân đoàn đều phải có ít nhất 300 xe tăng | ” |
| — Semyonov | |   |

Và tướng I. S. Konev đã phải chấp hành nghiêm chỉnh mệnh lệnh này. Ngày 12 tháng 6, Tập đoàn quân xe tăng cận vệ 5 đã tập kết tại Rudnya, nơi đóng Sở chỉ huy tiền phương của Phương diện quân Byelorussia 3.
Ban đầu, Bộ Tổng tham mưu Liên Xô cho rằng hướng đột kích nhanh nhất đến Minsk là hướng Orsha - Borisov. Tuy nhiên, khi nghiên cứu thế bố trí của Tập đoàn quân xe tăng 3 và Tập đoàn quân 4 (Đức), trinh sát Phương diện quân Byelorussia 3 nhận thấy các đơn vị xe tăng và cơ giới mạnh của quân Đức đều tập trung tại hai cụm cứ điểm Vitebsk và Orsha. Quân đoàn xe tăng 39 đóng tại Minsk và vùng phụ cận. Điểm yếu trên tuyến phòng thủ của quân Đức nằm tại khu vực từ Shalatino đến Bogushevsk, trên thượng nguồn sông Luchetsa, chỗ tiếp giáp giữa Quân đoàn bộ binh 6 của Tập đoàn quân xe tăng 3 và Quân đoàn bộ binh 27 của Tập đoàn quân 4 (Đức). Tuyến phòng ngự tại phía Bắc Orsha từ 20 đến 40 km này mỏng yếu hơn các khu vực xung quanh Orsha và Vitebsk. Đặc biệt, từ Minsk, Quân đoàn xe tăng 39 (Đức) có thể cơ động lực lượng chặn đánh đòn đột kích trực diện của Phương diện quân Byelorussia 3 vào Orsha. Do đó, ngày 17 tháng 6, Đại bản doanh Bộ Tổng tư lệnh Tối cao Liên Xô quyết định chọn hướng đột kích cho Tập đoàn quân xe tăng cận vệ 5 và Quân đoàn xe tăng cận vệ 2 "Tatinskaya" ở dải tấn công của Tập đoàn quân 5. Mặc dù phải vượt sông Luchetsa nhưng hướng đột kích này sẽ tạo thế chia cắt và bất ngờ thọc sâu vào Minsk, "cái lõi" của hệ thống phòng thủ của quân Đức tại Byelorussia, vô hiệu hóa một chuỗi các chốt "trì hoãn chiến" của quân Đức dọc theo đường cao tốc Minsk - Orsha.
Theo chỉ thị ngày 31 tháng 5 năm 1944, Phương diện quân Byelorussia 3 sẽ phải đánh bại cụm quân Đức ở Vitebsk-Orsha bằng hai mũi tấn công chính. Mũi thứ nhất do Tập đoàn quân số 39 và 5 tại Vitebsk phối hợp với tập đoàn quân số 43 và tập đoàn quân cận vệ số 6 của Phương diện quân Baltic 1 đánh theo hướng Beshenkovichi - mục đích là tiêu diệt quân Đức ở Vitebsk. Mũi thứ hai do Tập đoàn quân số 31 và Tập đoàn quân cận vệ số 1 nhằm chọc thủng phòng tuyến ở Orsha và đột phá theo tuyến đường bộ Minsk trên hướng Borisov. Các lực lượng kỵ binh và xe tăng của Phương diện quân sẽ được tung vào hướng Borisov để khai thác chiến quả, còn tập đoàn quân xung kích số 4 sẽ tiến về hướng Polotsk.

### Quân đội Đức Quốc xã

#### Binh lực
- Cánh Bắc của Cụm Tập đoàn quân Trung tâm (tư lệnh: thống chế Ernst Busch, tham mưu trưởng: trung tướng bộ binh Hans Krebs)
  - Tập đoàn quân xe tăng 3 do thượng tướng Georg-Hans Reinhardt chỉ huy, bỗ trí phòng thủ từ Sirotinsk đến Bayevo. Thành phần gồm có:
    - Quân đoàn bộ binh 6 của tướng Georg Pfeiffer bố trí làm hai tuyến. Tuyến 1 gồm Sư đoàn bộ binh 256 đóng ở Shalatino, Sư đoàn cơ giới 14 đóng ở Vitebsk. Tuyến 2 gồm Sư đoàn bộ binh 197 đóng ở Senno, Sư đoàn bộ binh 299 đóng ở Bogushevsk.
    - Quân đoàn bộ binh 9 của tướng Rolf Wuthmann bố trí trên cánh cực Bắc của Tập đoàn quân. Sư đoàn bộ binh 95 đóng tại khu vực Shumilino. Sư đoàn bộ binh 252 đóng tại khu vực Sirotinsk.
    - Quân đoàn bộ binh 53 của tướng Friedrich Gollwitzer giữ vai trò chủ chốt trong hệ thống phòng thủ của tập đoàn quân. Các sư đoàn đổ bộ đường không 4, 6 và Sư đoàn bộ binh 206 được bố trí tại khu vực Vitebsk. Sư đoàn bộ binh 246 bố trí tại khu vực Gnedilovichi, phía Tây Nam Vitebsk, đóng vai trò lực lượng dự bị tuyến 2.

  - Tập đoàn quân 4 do trung tướng bộ binh Kurt von Tippelskirch chỉ huy. Tham gia chiến dịch có:
    - Quân đoàn bộ binh 27 của tướng Paul Völckers đóng trên cánh Bắc của tập đoàn quân, bố trí phòng thủ từ Shalatino tới Bayevo và khu vực đầu mối đường sắt Orsha. Sư đoàn bộ binh xung kích 78 đóng tại khu vực Gorky. Sư đoàn cơ giới 25 đóng tại khu vực Orsha.
    - Quân đoàn xe tăng xe tăng 39 của tướng Robert Martinek đóng vai trò thê đội phòng ngự cơ động tại khu vực phía Đông Minsk và trong thành phố. Sư đoàn xe tăng 7 được tại Minsk. Sư đoàn xe tăng 18 bố trí tại Smolevichi.

  - Một phần của Tập đoàn quân không quân số 6 do thượng tướng Robert Ritter von Greim chỉ huy.
- Cánh Nam của Cụm Tập đoàn quân Bắc (tư lệnh: thượng tướng George Lindemann, tham mưu trưởng: trung tướng bộ binh Eberhard Kinzel)
  - Tập đoàn quân số 16 do trung tướng pháo binh Christian Hansen chỉ huy. Tham gia chiến dịch có Quân đoàn bộ binh 1 của Trung tướng Carl Hilpert, bố trí phòng thủ trên địa đoạn từ hồ Nesherla đến Sirotino với trung tâm phòng ngự tại Polotsk, gồm các sư đoàn bộ binh 87, 205 và Sư đoàn cảnh vệ 281.
  - Một phần của Tập đoàn quân không quân số 1 do trung tướng không quân Kurt Pflugbeil chỉ huy.

#### Kế hoạch
Với quyết tâm giữ vững "Ban công Byelorussia", địa đoạn quan trọng ở phía Bắc phòng tuyến Panther Wotan, Adolf Hitler tuyên bố:
| “            | Tất cả các thành phố Minsk, Vitebsk, Orsha, Mogilev, Bobruisk, Borisov là các pháo đài phòng thủ cứng rắn | ” |
| — A. Hitler. | |   |

Lời tuyên bố đó được hiểu là quân đội Đức Quốc xã sẽ phải giữ được những khu vực phòng thủ đó bằng bất cứ giá nào.
Thống chế Ernst Busch bố trí dải phòng ngự chính của Tập đoàn quân Trung tâm trên cánh Bắc từ Sirotino vòng qua Vitebsk, chạy dọc sông Luchetsa qua Orsha, nối với tuyến sông Pronya qua Mogilev, Rogachev (Rahachow), Zlobin ở phía Nam. Hai cụm quân mạnh nhất gồm Quân đoàn bộ binh 53 và Quân đoàn bộ binh 27 được bố trí ở Vitebsk và dọc theo con đường cao tốc Moskva - Minsk qua Orsha. Các quân đoàn còn lại đều có các cụm phòng ngự cấp sư đoàn và trung đoàn, các chốt phòng ngự cấp tiểu đoàn và đại đội. Dải phòng ngự thứ hai được bố trí từ Ushachi rồi chạy dọc theo sông Berezina qua hồ Palik, Borisov, Chernyavka (???), Berezino (Byerazino); nối với tuyến phòng ngự thứ hai của Tập đoàn quân 9 ở Svisloch, chạy dọc theo sông Berezina xuống Bobruisk (Babruysk) và kết thúc ở Parichi (Parycy). Phía sau các đơn vị này là một lực lượng dự bị trực tiếp khá mạnh gồm Quân đoàn xe tăng 39 và các đơn vị tăng cường. Trong quá trình tác chiến, tướng Georg-Hans Reinhardt có thể trông cậy vào các lực lượng dự bị tuyến 2 của Cụm tập đoàn quân A đóng ở Đông Phổ và Ba Lan kéo sang.

## Diễn biến

### Bao vây và tiêu diệt cụm quân Đức tại Vitebsk

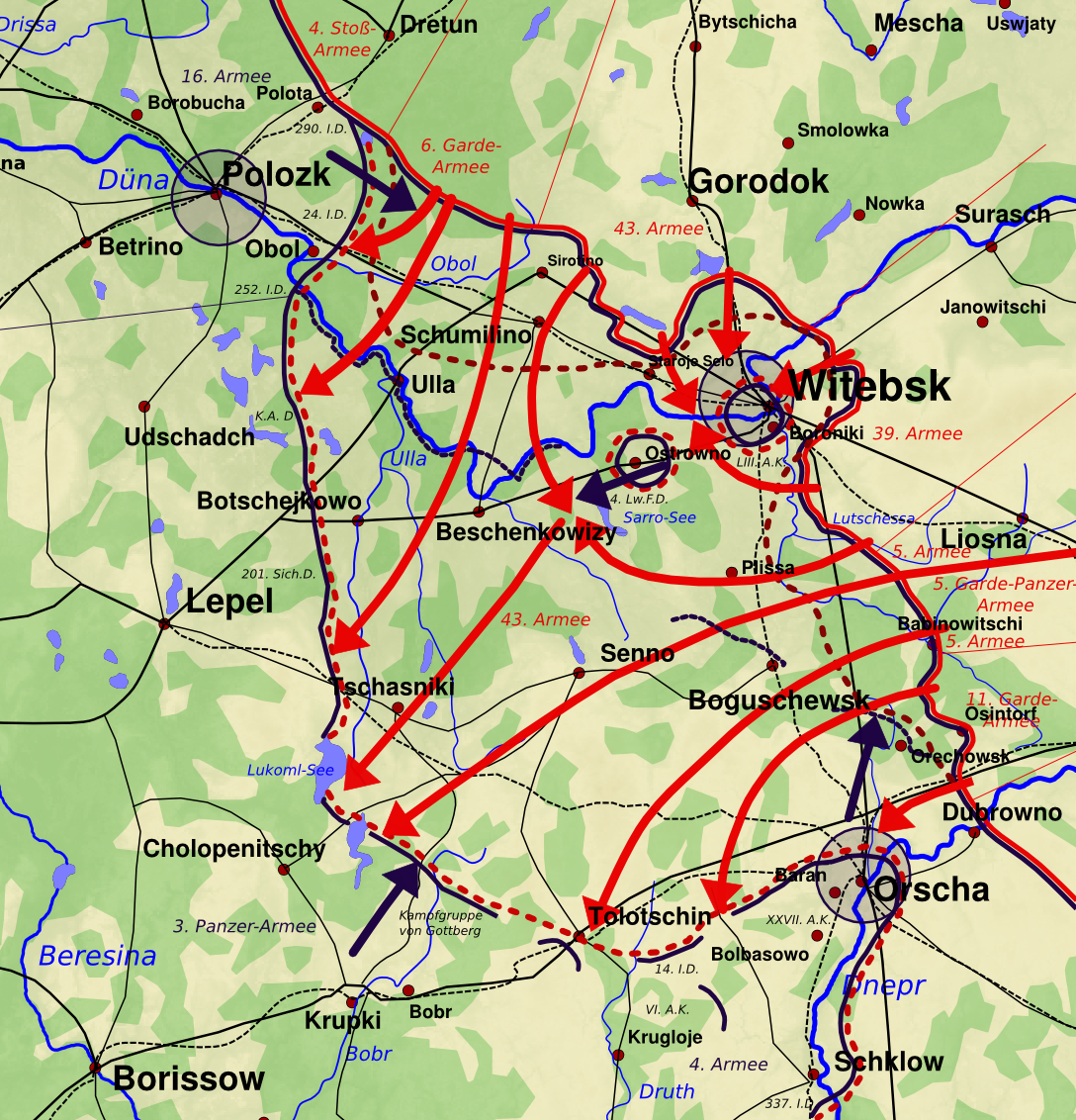
Chiến sự tại Vitebsk, ngày 22-27 tháng 6 năm 1944.

Các hoạt động bao vây và tiêu diệt cánh quân Đức tại Vitebsk được thực hiện bởi các tập đoàn quân 6 (cận vệ) và 43 trên cánh trái của Phương diện quân Pribaltic 1 phối hợp với các tập đoàn quân 5 và 39 ở cánh phải của Phương diện quân Byelorussia 3. Kế hoạch tấn công cũng dự kiến sử dụng Quân đoàn xe tăng 1 làm lực lượng đột kích trong dải tấn công của Tập đoàn quân cận vệ 6. Mật độ pháo binh được tăng cao. Trên 1 km chính diện tấn công của các tập đoàn quân 43 và cận vệ 6 đã bố trí 165 khẩu pháo, 37 súng cối 81 mm, 28 súng cối 120 mm. Ngoài ra còn có 69 dàn hỏa tiễn Katyusha. Toàn bộ 3 trung đoàn máy bay cường kích, Sư đoàn máy bay tiêm kích cận vệ 5 và Sư đoàn máy bay ném bom 314 được huy động để yểm hộ cho cuộc tấn công. Trong đó, Trung đoàn 332 yểm hộ cho Tập đoàn quân 43, Trung đoàn 335 yểm hộ cho Tập đoàn quân cận vệ 6, Trung đoàn 211 yểm hộ cho các tập đoàn quân 5 và 39. Sư đoàn 314 tổ chức oanh tạc tuyến phòng thủ thứ hai của quân Đức và hỗ trợ Quân đoàn xe tăng 1. Kế hoạch của Tập đoàn quân không quân 3 (Liên Xô) cấm các máy bay ném bom oanh tạc nội đô Vitebsk. Ngày 22 tháng 6, các sư đoàn Liên Xô trên tuyến đầu tiến hành trinh sát chiến đấu để xác định lần cuối cùng các mục tiêu trọng yếu trên tuyến phòng thủ của quân Đức.

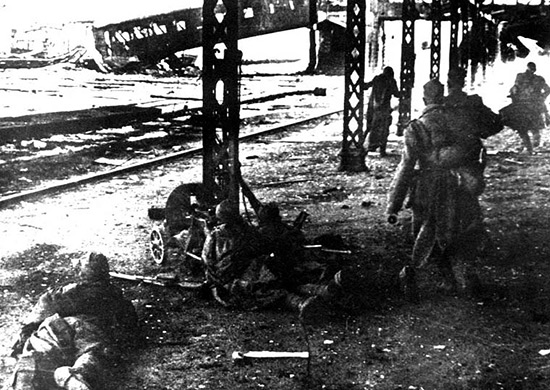
Sư đoàn bộ binh 158 (Liên Xô) tấn công đánh chiến nhà ga Vitebsk

5 giờ sáng ngày 23 tháng 6, hơn 3.500 khẩu pháo, súng cối và các dàn hỏa tiễn của 4 tập đoàn quân Liên Xô đã dựng một bức tường lửa dài hơn 150 km, sâu từ 1 đến 10 km trên dọc tuyến phòng thủ của quân Đức từ Sirotino đến phía Nam Vitebsk. Ngay từ những loạt đạn đầu tiên, pháo binh Đức đã bị chế áp và bắn trả yếu ớt. Một chiếc trinh sát Henken của không quân Đức bay lượn trên khu vực tiền duyên để quan sát nhưng đã bị các máy bay Yak-3 bắn rơi. 7 giờ 00, các tập đoàn quân Liên Xô bắt đầu tấn công. Trên cánh Bắc Vitebsk, Quân đoàn bộ binh cận vệ 2 thuộc Tập đoàn quân cận vệ 6 (Liên Xô) nhanh chóng bẻ gãy sức kháng cự của Sư đoàn bộ binh 87 (Đức) và tràn sang phía Tây, Quân đoàn xe tăng 1 (Liên Xô) kéo theo Quân đoàn bộ binh cận vệ 23 đã đột phá đến bờ sông Luchesa. Các quân đoàn 1 và 92 của Tập đoàn quân 43 có các lữ đoàn xe tăng cận vệ 10 và 39 dẫn đầu sau khi đánh chiếm các cứ điểm Shumilino và Rylkov (???) cũng vọt tiến ra tuyến sông Tây Dvina. Tuyến phòng thủ của Sư đoàn bộ binh 95 (Dức) bị tan vỡ chỉ sau 5 giờ tấn công. Đến cuối ngày tấn công đầu tiên, cửa đột phá được các tập đoàn quân 43 và cận vệ 6 mở ra ở phía Bắc Vitebsk đã rộng đến 20 km, sâu 8 đến 10 km. Riêng Quân đoàn xe tăng 1 đã vượt sông Tây Dvina, đánh chiếm thị trấn Ulla (Ula) bên bờ con sông cũng tên.

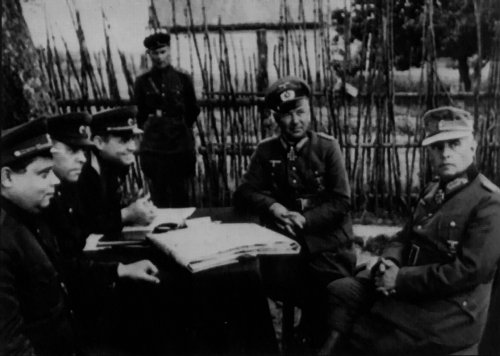
Nguyên soái A. M. Vasilevsky, đại tướng I. D. Cherniakhovsky, trung tướng V. E. Makarov thẩm vấn tướng Friedrich Gollwitzer và tướng Alfons Hitter

Ở phía Nam Vitebsk, mặc dù phải vượt sông Luchesa nhưng Tập đoàn quân 5 và Cụm kỵ binh cơ giới của tướng N. S. Oslikovsky đã nhanh chóng cắt đứt đường sắt Vitebsk - Orsha ở phía Nam thành phố, đánh chiếm thị trấn - nhà ga Bogushevsk. Nhận thấy "cái chảo" ở Vitebsk đang hình thành, Nguyên soái A. M. Vasilevsky yêu cầu tướng N. S. Oslikovsky tăng tốc độ tấn công để đánh chiếm Senno trong ngày 24 tháng 6, ngăn chặn quân Đức từ Novo Byalitsa (Novaya Belitsa) và Tolochin kéo lên cứu viện. Tập đoàn quân 5 được lệnh đưa Quân đoàn bộ binh 45 từ thê đội 2 vào cửa đột phá, sử dụng toàn bộ xe tăng của tập đoàn quân tổ chức tấn công lên phía Bắc để nhanh chóng khép vòng vây. Tập đoàn quân 39 được lệnh tăng cường sức ép ở Đông Bắc Vitebsk, cầm chân Quân đoàn bộ binh 53 của Tập đoàn quân xe tăng 3 tại Vitebsk càng lâu càng tốt.
Ngày 24 tháng 6, các binh đoàn của 4 tập đoàn quân Liên Xô tiếp tục tấn công theo đúng lộ trình đã vạch ra. Ở phía Bắc Vitebsk Tập đoàn quân cận vệ 6 đã vượt sông Ulla tiến về Lepen nhưng tốc độ tấn công bị chậm lại do phải khắc phục các bãi lầy trên khu vực phía Bắc Chashniki. Quân đoàn xe tăng 1 từ bàn đạp Ulla hướng mũi đột kích sang phía Tây, đánh chiếm thị trấn Ushachi. Tập đoàn quân 43 đánh chiếm các thị trấn Beshenkovichi. Quân đoàn 60 được đưa từ thê đội 2 vào chiến đấu đã hướng mũi tấn công về thị trấn Gnedilovichi, đầu mối giao thông quan trọng trên tuyến đường bộ Vitebsk - Lepen. Ở phía Nam, Cụm kỵ binh cơ giới của tướng N. S. Oslykovsky đã vọt tiến qua Senno, cắt đứt con đường sắt Orsha - Lepen. Tập đoàn quân 39 bắt đầu tổ chức vượt sông Luchesa ở sát phía Nam Vitebsk. Tập đoàn quân 5 hướng đòn tấn công về Gnedilovichi. Đến cuối ngày 24 tháng 6, quân Đức chỉ còn giữ được một hành lang hẹp rộng không quá 20 km ở phía Tây Vitebsk. Gần như toàn bộ Quân đoàn 53 (Đức) đóng tại Vitebsk đã rơi vào một "cái túi" tác chiến nguy hiểm.
Trong khi chủ lực Quân đoàn bộ binh 53 (Đức) đang lo đối phó với Tập đoàn quân 39 (Liên Xô) ở phía Đông Vitebsk thì chống chọi lại với 4 quân đoàn bộ binh và 4 lữ đoàn xe tăng Liên Xô tại thị trấn Gnedilovichi chỉ còn trơ trọi Sư đoàn bộ binh 246 (Đức). Tướng Friedrich Gollwitzer đã điều Trung đoàn cơ giới 9 và Tiểu đoàn 3 của Lữ đoàn pháo tự hành 281 từ Vitebsk tiến ra khai thông con lộ ở Gnedilovichi. Song, tất cả đã quá muộn, xế chiều ngày 25 tháng 6, Sư đoàn bộ binh 246 bị đánh tan, Trung đoàn cơ giới 9 và Tiểu đoàn 3 pháo tự hành (Đức) bị thiệt hại nặng và phải bỏ chạy về Vitebsk. Quân đoàn bộ binh 60 (Tập đoàn quân 43) và quân đoàn bộ binh 45 (Tập đoàn quân 5) đã khép vòng vây tại Gnedilovichi. "Cái túi" Vitebsk đã biến thành một "cái chảo". Ở hai bên sườn phía Bắc và phía Nam tuyến Vitebsk - Lepen, các tập đoàn quân Liên Xô đã đột phá sâu hơn sang phía Tây. Tập đoàn quân cận vệ 6 sau khi đánh chiếm Lepen đã áp sát tuyến phòng thủ thứ hai của Cụm tập đoàn quân Trung tâm (Đức) trên thượng nguồn sông Berezina. Cánh trái của Tập đoàn quân 5 (hai quân đoàn bộ binh) và Cụm kỵ binh cơ giới của tướng N. S. Oslykovsky đã tiến đến khu đầm lầy quanh hồ Lukomlskoye và đánh chiếm thị trấn cùng tên (Novalukoml). Riêng Quân đoàn xe tăng 1 phải tạm dừng tấn công sau khi đánh chiếm thị trấn Ushachi do mũi tấn công của Tập đoàn quân xung kích 4 (Liên Xô) không vượt qua được tuyến phòng thủ của Quân đoàn bộ binh 1 (Đức) ở Đông Bắc Polotsk.
Không đợi đến ngày hôm sau, chiều 25 tháng 6, Tập đoàn quân 39 và các quân đoàn bộ binh 60 (Tập đoàn quân 43), 45 (Tập đoàn quân 5) bắt đầu các trận đánh để tiêu diệt cụm quân Đức tại Vitebsk. Tướng Friedrich Gollwitzer không hề hay biết về việc quân đoàn của ông ta đã bị bao vây và cho rút quân về ngoại ô Tây Nam Vitebsk với hi vọng con đường sắt Vitebsk - Orsha vẫn nằm trong tay quân Đức. Đêm 25 tháng 6, Tập đoàn quân 39 bắt đầu đột kích vào trung tâm thành phố, quân Đức đã đặt mìn để phá cây cầu chung (đường sắt - đường bộ) lớn nhất thành phố Vitebsk nhằm ngăn cản quân đội Liên Xô tấn công. 300 kg thuốc nổ đã được cài sẵn vào các mố trụ cầu và công binh Đức chỉ chờ xe tăng Liên Xô lên cầu để khai hỏa. Trung sĩ công binh Fyodor Kalashnikovich Blokhin cùng hạ sĩ Mikhail Kuznetsov đem theo 12 trinh sát của Trung đoàn bộ binh 875 (Sư đoàn bộ binh 158 thuộc Tập đoàn quân 39) đã bất ngờ tập kích nhóm công binh Đức. Trong khi hạ sĩ Mikhail Kuznetsov cắt dây điện thì trung sĩ F. K. Blokhin lao vào rút kíp nổ ra khỏi khối mìn. Cây cầu được bảo vệ và Lữ đoàn xe tăng cận vệ 28 đã tiến qua cây cầu này vào giải phóng Vitebsk.
Chiều ngày 25 tháng 6, sư đoàn bộ binh thuộc không quân số 4 (Đức) bị tiêu diệt, và đến ngày hôm sau các sư đoàn bộ binh số 246 và sư đoàn bộ binh thuộc không quân số 6 (Đức) trong quá trình chạy thoát khỏi Vitebsk đã bị chặn đứng và bao vây. Hitler tiếp tục yêu cầu quân Đức bám trụ thành phố bất chấp thực tế mọi thứ đã không còn khả năng cứu vãn, tuy nhiên đến chiều ngày 26 tháng 6 tướng Gollwitzer - tư lệnh quân đoàn số 53 - đã ra lệnh phá vây khỏi Vitebsk trái với yêu cầu của Hitler. Có điều, tất cả đã quá muộn. Tính đến ngày 27 tháng 6 quân đoàn bộ binh số 53 gần như đã biến mất khỏi chiến trường với gần 30.000 người bị giết và bắt làm tù binh. Một nhóm vài nghìn lính Đức thuộc sư đoàn bộ binh thuộc không quân số 4 tìm cách chạy thoát khỏi vòng vây nhưng đã bị tiêu diệt sạch tại một khu rừng phía Tây Vitebsk. Tàn quân của quân đoàn bộ binh số 9 bỏ chạy về phía Polotsk trong khi tập đoàn quân cận vệ số 6 (Liên Xô) đang truy kích sát nút ở phía sau. Quân đoàn bộ binh số 6 cũng gần như bị tiêu diệt toàn bộ. Chỉ trong vòng vài ngày, Tập đoàn quân thiết giáp số 3 của Đức đã bị đánh cho tan tác và phòng tuyến quân Đức bị thủng một lỗ lớn ngay tại phía Bắc của Tập đoàn quân số 4 và tại vị trí cũ của quân đoàn bộ binh số 6.
Chiếu 27 tháng 6, trên cánh đồng cỏ và trong các khu rừng ở ngoại ô phía Tây Nam Vitebsk, 3.250 sĩ quan và binh lính Đức còn sống sót của Quân đoàn bộ binh 53 kéo cờ trắng đầu hàng quân đội Liên Xô. Cùng bị bắt với họ có tướng Friedrich Gollwitzer, Tư lệnh quân đoàn 53, tướng Alfons Hitter, chỉ huy Sư đoàn bộ binh 206, đại tá Hans Schmidt, tham mưu trưởng Quân đoàn 53 cùng hai viên tướng hàng trăm sĩ quan cấp tá và cấp úy. Một cuộc hỏi cung các viên tướng Đức đã được tổ chức ngay tại trận địa do Nguyên soái A. M. Vasilevsky, đại diện STAVKA chủ trì, có sự tham gia của đại tướng I. D. Cherniakhovsky, tư lệnh Phương diện quân Byelorusia 3, trung tướng V. E. Makarov, Ủy viên Hội đồng quân sự Phương diện quân Byelorussia 3 và một số sĩ quan tùy tùng Liên Xô.

### Giải phóng Orsha
Do vị trí trọng yếu của Orsha, quân đội Đức Quốc xã đã biến thành phố này thành một cụm cứ điểm cực mạnh do Sư đoàn bộ binh 78 chống giữ và được yểm hộ sườn phía Nam bởi Sư đoàn bộ binh xung kích 25. Để đột phá tuyến phòng thủ dày đặc của quân Đức tại đây, quân đội Liên Xô đã triển khai nhiều đơn vị công binh trang bị nặng nhằm tăng cường cho các mũi đột phá. Ngày 23 tháng 6 năm 1944, Tập đoàn quân cận vệ số 11 (Liên Xô) mở màn cuộc tấn công nhưng trước sức kháng cự quyết liệt của quân Đức đã không thu được kết quả đáng kể. Tuy nhiên, ngày hôm sau, Sư đoàn bộ binh cận vệ 1 đã đột phá được phòng tuyến quân Đức tại một địa đoạn hẹp ở khu vực đầm lầy phía Bắc cụm Orsha của Sư đoàn bộ binh 78 (Đức), buộc lực lượng này phải triệt thoái về tuyến phòng thủ Hessen ở khu vực phòng thủ thứ 3. Đột phá khẩu đã tạo một khoảng trống giữa Sư đoàn bộ binh 25 với Sư đoàn bộ binh số 78 của quân Đức. Sau khi có được thành quả này, đại tướng I. D. Chernyakhovsky đã tung Quân đoàn xe tăng cận vệ 2 "Tatinskaya" vào cửa đột phá. Đến ngày 25 tháng 6, phòng tuyến của quân Đức bắt đầu tan vỡ; cuộc phản kích của phía Đức tại Orekhovsk (???) đã thất bại và không thể nào cứu vãn nổi tình hình.
Trong thời gian đó, Quân đoàn bộ binh 6 của Tập đoàn quân xe tăng 3 (Đức) đóng tại khu vực Bogushevsk - Shalatino, phía Bắc Orsha cũng đang trên đà sụp đổ trước sức tấn công của quân đội Liên Xô, và đe dọa nghiêm trọng đến thế trận của Quân đoàn bộ binh 27 đang phòng thủ trên khu vực từ Orsha đến Shklov (Shklou). Vào 11 giờ 20 phút sáng ngày 25 tháng 6, Quân đoàn bộ binh 6 (Đức) bị cắt đứt hoàn toàn khỏi Tập đoàn quân xe tăng 3. Thống chế Ernst Busch buộc phải đặt quân đoàn này dưới quyền chỉ huy của Thượng tướng Kurt von Tippelskirch, tư lệnh Tập đoàn quân 6. Lực lượng dự bị còn lại của nó là Sư đoàn bộ binh cơ giới 14 được vội vã ném vào mặt trận để cản mũi tấn công của Quân đoàn xe tăng cận vệ 2 (Liên Xô) tại phía Bắc Orsha. Tuy nhiên, những nỗ lực này của quân Đức chỉ như muối bỏ biển: đến đêm ngày 25 rạng ngày 26 tháng 6, trận địa phòng thủ của Quân đoàn 6 (Đức) tại tuyến Hessen đã bị Tập đoàn quân cận vệ 11 (Liên Xô) đập tan, Quân đoàn bộ binh 6 (Đức) coi như bị xóa sổ. Tàn quân của nó bỏ chạy tán loạn về phía Borisov. Tướng Georg Pfeiffer, tư lệnh quân đoàn này đã mất liên lạc với các đơn vị của ông ta và sau đó tử trận ngày 28 tháng 6. Tối 26 tháng 6, Quân đoàn xe tăng cận vệ 2 "Tatsinskaya" (Liên Xô) đã cắt đứt đường sắt và đường bộ Minsk - Orsha ở phía Tây Orsha 15 km. Trước tình hình bị đe dọa bao vây, ngày 26 tháng 6, Sư đoàn bộ binh 78 (Đức) buộc phải bỏ Orsha tháo chạy, theo sau là các đơn vị tiên phong của Quân đoàn xe tăng cận vệ số 2 (Liên Xô) đang truy kích sát gót. Chiều ngày 27 tháng 6, Orsha được giải phóng. Ở phía Nam Orsha. Quân đoàn bộ binh 27 (Đức) được lệnh phải giữ vững trận tuyến bằng mọi giá. Tuy nhiên, dù đã dùng đến lực lượng dự bị cuối cùng là Sư đoàn bộ binh 260 và sư đoàn cảnh vệ 286 nhưng trận tuyến của Quân đoàn này vẫn bị các Tập đoàn quân 33 và cánh bắc của Tập đoàn quân 49 (Liên Xô) đẩy lùi về tuyến sông Dniepr, sát Mogilev.
Vấn đề trước mắt đối với Phương diện quân Byelorusia 3 là phải đẩy nhanh tốc độ đột phá, không cho quân Đức kịp định hình lại tuyến phòng thủ, đặc biệt là tuyến sông Berezina án ngữ phía Đông Minsk. Ngay trong ngày 27 tháng 6, Nguyên soái A. M. Vasilevsky ra lệnh cho tướng I. D. Cherniakhovsky tung Tập đoàn quân xe tăng cận vệ 5 của thượng tướng Pavel Alekseyevich Rotmistrov vào cửa đột phá. Nhưng không như thượng tướng P. A. Rosmitrov mong đợi. Theo kế hoạch của Đại bản doanh, Tập đoàn quân của ông không được đi trên con đường cao tốc Orsha - Minsk mà phải đi chếch lên phía Bắc Orsha khoảng 65 km, từ khu vực Bogucshevsk - Shalatino đánh thốc qua Kholopeniki về Borisov. Tướng P. A. Rosmitrov có lý do để bất bình với cách điều quân này, bởi lẽ những vùng đất mà Tập đoàn quân xe tăng cận vệ 5 phải tiến qua chủ yếu là rừng và đầm lầy. Tuy nhiên, đại tướng I. D. Cherniakhovsky đã giải thích cho vị tướng già thấy rõ hai điều trong kế hoạch của STAVKA. Một là làm như vậy để bao vây cánh quân Đức tại phía Đông Minsk chứ không phải để đuổi chúng về Minsk. Hai là STAVKA nhân được tin tình báo về việc Thống chế Ernst Busch đã bị cách chức và Thống chế Walter Model thay thế vị trí Tư lệnh Cụm tập đoàn quân Trung tâm. Walter Model được trao quyền điều động một số đơn vị đang ở hướng Tây Nam, trong đó có Sư đoàn xe tăng 5 đang đóng ở Kovel lên Minsk hợp lực với Quân đoàn xe tăng 39 để tiến hành phản công quân đội Liên Xô ở khu vực phía Đông Minsk mà trọng điểm là Borisov. Việc điều Tập đoàn quân xe tăng cận vệ 5 đi theo con đường lớn đến Minsk có thể làm lộ ý đồ của STAVKA. Tướng P. A. Rosmitrov chấp nhận chuyển quân đến hướng mới.

### Cuộc phản công Borisov của quân Đức thất bại
Thay thế thống chế Ernst Busch, thống chế Walter Model tiếp nhận một "bất động sản" đang trên đà sụp đổ nhưng lại được đích thân Adolf Hitler giao nhiệm vụ phải giữ được trận tuyến phía Tây Byelorussya bằng mọi giá. Walter Model được Tổng hành dinh lục quân Đức ở Đông Phổ trao quyền điều động nhiều sư đoàn của Cụm tập đoàn quân A sang khôi phục lại tình hình ở Byelorussia. Ngoài ba sư đoàn bộ binh và một sư đoàn cơ giới được điều tư Ba Lan sang, Walter Model còn điều động Sư đoàn kỵ binh 3 ở Pinsk và Sư đoàn xe tăng 5 từ Kovel. Sáng sớm 28 tháng 6, các sư đoàn xe tăng 7 và 18 (Đức) bắt đầu phản công từ Smolevichi lên Borisov. Đòn phản công bất ngờ của quân Đức đã chặn được Tập đoàn quân cận vệ 11 (Liên Xô) ở phía Bắc Borisov 5 km. Sáng 29 tháng 6, các trung đoàn xe tăng hạng nặng 25, 51, 118 và Trung đoàn pháo tự hành 78 (Đức) đã đánh bật Quân đoàn bộ binh cận vệ 36 (Liên Xô) về Krupki, cách Borisov 20 km về phía Tây.
Tuy nhiên, cũng buổi sáng 29 tháng 6, Quân đoàn xe tăng cận vệ 2 "Tatsinskaya" đã hành quân đến sông Berezina và lao vào cuộc tao ngộ chiến với Sư đoàn xe tăng 7 (Đức). Các trận đánh khốc liệt không thua kém trận Prokhorovka đã diễn ra trên hai bờ sông Berezina. Đến 13 giờ chiều, khi bốn lữ đoàn xe tăng đầu tiên của Tập đoàn quân xe tăng cận vệ 5 kéo tới nơi thì thế trận đã ngã ngũ. Không chống nổi ba quân đoàn xe tăng Liên Xô. Các sư đoàn xe tăng Đức chia làm hai cánh bỏ chạy tháo thân. Sư đoàn xe tăng 7 đã ở bờ Đông sông Berezina bỏ chạy về Ozdyatichi (???). Tại đây, sư đoàn này tiếp tục bị Quân đoàn xe tăng 29 (Liên Xô) đuổi đánh, buộc vượt sông Berezina tại khoảng nước nông ở phía Bắc Chernyavkava và bỏ lại hầu hết xe tăng trên bờ Đông. Sư đoàn xe tăng 18 phòng thủ ở phía Tây sông Berezina bị Quân đoàn xe tăng cận vệ 3 đánh bật về Smolevichi và tiếp tục buộc phải lùi sâu xuống phía Nam đường sắt Minsk - Borisov.
Chỉ trong hai ngày, đòn phản kích của Quân đoàn xe tăng 39 (Đức) bị đập tan. Chiếm được Borisov, Tập đoàn quân xe tăng cận vệ 5 và Quân đoàn xe tăng cận vệ 2 (Liên Xô) lao nhanh về Minsk, bỏ lại phía sau tàn quân của Quân đoàn xe tăng 39 (Đức) cùng tàn quân của các sư đoàn Đức ở phía Orsha, Mogilev rút về trong một cái chảo lớn ở phía Tây Nam Minsk. Mất Borisov, quân Đức không chỉ mất một cứ điểm then chốt để phòng thủ Minsk từ hướng Đông Bắc mà còn mất luôn cây cầu gỗ có trọng tải lớn bắc qua sông Berezina. Chiều ngày 29 tháng 6, trước khi rút lui, quân Đức đã cố gắng phá hủy cây cầu bằng cả pháo mặt đất và pháo tăng nhưng Lữ đoàn xe tăng 25 thuộc Quân đoàn xe tăng 29 (Liên Xô) đã vượt qua cây cầu sang bờ Tây sông Berezina, phá hủy các khẩu pháo và đánh lùi các xe tăng Đức. Ngay sau đó, 12 chiếc Ju-87 được Tập đoàn quân không quân 6 (Đức) huy động để phá cây cầu này nhưng đã gặp phải hàng rào máy bay tiêm kích của Sư đoàn không quân 278 (Liên Xô) do Đại tá Konstantin Dmitryevich Orlov chỉ huy, 8 chiếc Ju-87 bị bắn rơi trên hai bờ sông Berezina. Cây cầu chiến lược tại Borisov còn nguyên vẹn đã lọt vào tay quân đội Liên Xô.

## Kết quả và đánh giá

### Kết quả
Chỉ sau một tuần ngắn ngủi, Tập đoàn quân xe tăng 3 (Đức) hầu như tan rã. Quân đoàn bộ binh 53 bị tiêu diệt và bắt làm tù binh tại khu vực Vitebsk. Quân đoàn bộ binh 9 chỉ còn lại hai trung đoàn và tạm thời ổn định được tuyến phòng thủ mới ở khu vực Polotsk nhờ sự hỗ trợ của Quân đoàn bộ binh 1 (Tập đoàn quân 16 - Đức). Quân đoàn bộ binh 6 (Đức) buộc phải rút về phía Đông Minsk và nhập vào đội hình Tập đoàn quân 4 (Đức) tại "cái túi" Bolma. Các thống kê từ nhiều nguồn cho thấy đã có hơn 33.000 quân Đức tử trận, 3.250 người khác bị bắt làm tù binh, trong đó có tướng Friedrich Gollwitzer, chỉ huy Quân đoàn 53 và 3 tướng dưới quyền. Quân đội Liên Xô giải phóng một vùng đất rộng lớn phía Đông Bắc Byelorussia và chiếm được các bàn đạp ở Borisov và Belgoml (???) để chuẩn bị cho các trận tấn công tiếp theo vào Minsk, Vileyka và Molodechno. Các thành phố Vitebsk và Orsha cùng hơn 2.000 khu dân cư được giải phóng. Tối 27 tháng 6, Moskva bắn đại bác cấp 2 với 24 loạt pháo hoa từ 224 khẩu pháo chào mừng các phương diện quân Pribaltic 1 và Byelorussia 3 dã giải phóng Vitebsk và Orsha.

### Đánh giá
Quân Đức có một tuyến phòng thủ khá mạnh và được bố trí kiên cố dọc theo sông Luchesa và các dải đồi phía Bắc Vitebsk. Các tuyến phòng thủ được bố trí có chiều sâu thành nhiều lớp, có các cụm cứ điểm, các cứ điểm yểm hô các bên sườn khá chắc chắn. Các Quân đoàn có sức chiến đấu cao đều được bố trí ở các trọng điểm phòng thủ xung yếu. Tuy nhiên, tuyến phòng thủ này vẫn có những điểm yếu bị quân đội Liên Xô khai thác triệt để. Nếu như Quân đoàn bộ binh 53 tạo thành một bức tường khó xuyên thủng ở Vitebsk thi Quân đoàn bộ binh 9 có binh lực yếu nhất (chỉ có 2 sư đoàn bộ binh và 5 trung đoàn pháo binh) lại được bố trí trên các dải đồi từ Sirotino đến Shimilino, nơi không có tuyến sông Luchesha che chở. Ở phía Nam Vitebsk, cậy có dòng sông Luchesa làm chướng ngại tự nhiên, Quân đoàn bộ binh 6 (Đức) hầu như chỉ chú trọng hướng Orsha với tính toàn rằng, quân đọi Liên Xô khó có thể đưa cả một tập đoàn quân xe tăng vượt sang khu vực Bogushevsk mà không bị phát hiện hoặc bị không quân Đức ngăn chặn. Chính chỗ đứt gãy giữa Quân đoàn bộ binh 53 và Quân đoàn bộ binh 6 (Đức) trên tuyến phòng thủ sông Luchesa ở Bogushevsk đã làm cho Tập đoàn quân xe tăng 3 (Đức) và cá nhân tướng Georg-Hans Reinhardt phải trả giá. Trung tướng Đức Siegfried Westphal cho rằng:
| “                                | Trong suốt mùa hè và mùa thu năm 1944, quân đội Đức bị một thất bại lớn trong lịch sử của nó ở Byelorusia, thậm chí vượt trên cả Stalingrad. 23 tháng 6, quân Nga quay sang tấn công mặt trận của Cụm tập đoàn quân "Trung tâm". Trong chiến dịch này, người Nga đã tung ra một số lượng lớn vũ khí và đạn dược. Bất chấp những cảnh báo của Bộ Tổng tham mưu lục quân về những điểm yếu nguy hiểm trong cách tổ chức phòng thủ của Cụm tập đoàn quân "Trung tâm", Hitler vẫn ra lệnh cho tăng cường sức mạnh của Cụm tập đoàn quân Nam, nơi ông ta dự kiến sẽ mở các cuộc phản công đầu tiên trong mùa hè. Đối phương đã phá vỡ tuyến phòng thủ và đột phá qua mặt trận của Cụm tập đoàn quân "Trung tâm". Và khi Hitler tiếp tục nghiêm cấm rút quân để phòng thủ cơ động, cụm quân này đã bị loại loại khỏi vòng chiến đấu. Chỉ còn sót lại tàn quân của 30 sư đoàn vừa thoát chết hoặc bị quân đội Liên Xô bắt giam. Thật đáng kinh ngạc. Số thương vong khủng khiếp. Và quân đội đã không thể tạo ra được một mặt trận phòng thủ mới. Mặc dù ai cũng biết rằng việc này cần rất nhiều thời gian và công sức. | ” |
| — Trung tướng Siegfried Westphal | |   |

Quân đội Liên Xô có ưu thế về người, vũ khí và phương tiện, đặc biệt là về pháo binh và xe tăng. Nhưng ưu thế này sẽ không thể phát huy nếu như các chỉ huy Liên Xô không chọn được hướng đột phá thích hợp. Thông thường, con đường ngắn nhất và rộng rãi nhất đến Minsk đi qua Orsha, tuy không phải là thành phố lớn nhưng lại là ngã tư đường sắt, đường bộ quan trọng nằm trên thủy lộ thượng nguồn sông Dniepr. Tuy nhiên, một trong hai quân đoàn mạnh nhất của Tập đoàn quân xe tăng 3 đóng chốt tại khu vực này và bố trí nhiều chốt chặn dọc theo con đường từ Orsha đi Minsk. Nếu Tập đoàn quân xe tăng cận vệ 5 (Liên Xô) được điều động tấn công theo hướng này, nó sẽ phải bóc gỡ lần lượt nhiều chốt phòng thủ, kể cả cụm phòng thủ Orsha, với những trận đánh khốc liệt. Do đó, mặc dù vùng Bogushevsk -Senno - Kholopenichi chỉ có những con đường đất xuyên qua đầm lầy và rừng rậm nhưng lại là một hướng đột kích gây bất ngờ lớn cho quân Đức. Bất ngờ đó còn lớn hơn nữa khi thống chế Walter Model cố gắng tổ chức phản công vào khu vực Borisov để chặn Tập đoàn quân cận vệ 11 (Liên Xô) mà không thể biết rằng Tập đoàn quân xe tăng cận vệ 5 và Quân đoàn xe tăng cận vệ 2 (Liên Xô) chỉ còn cách khu vực này một ngày đường.

## Tưởng niệm và ghi công

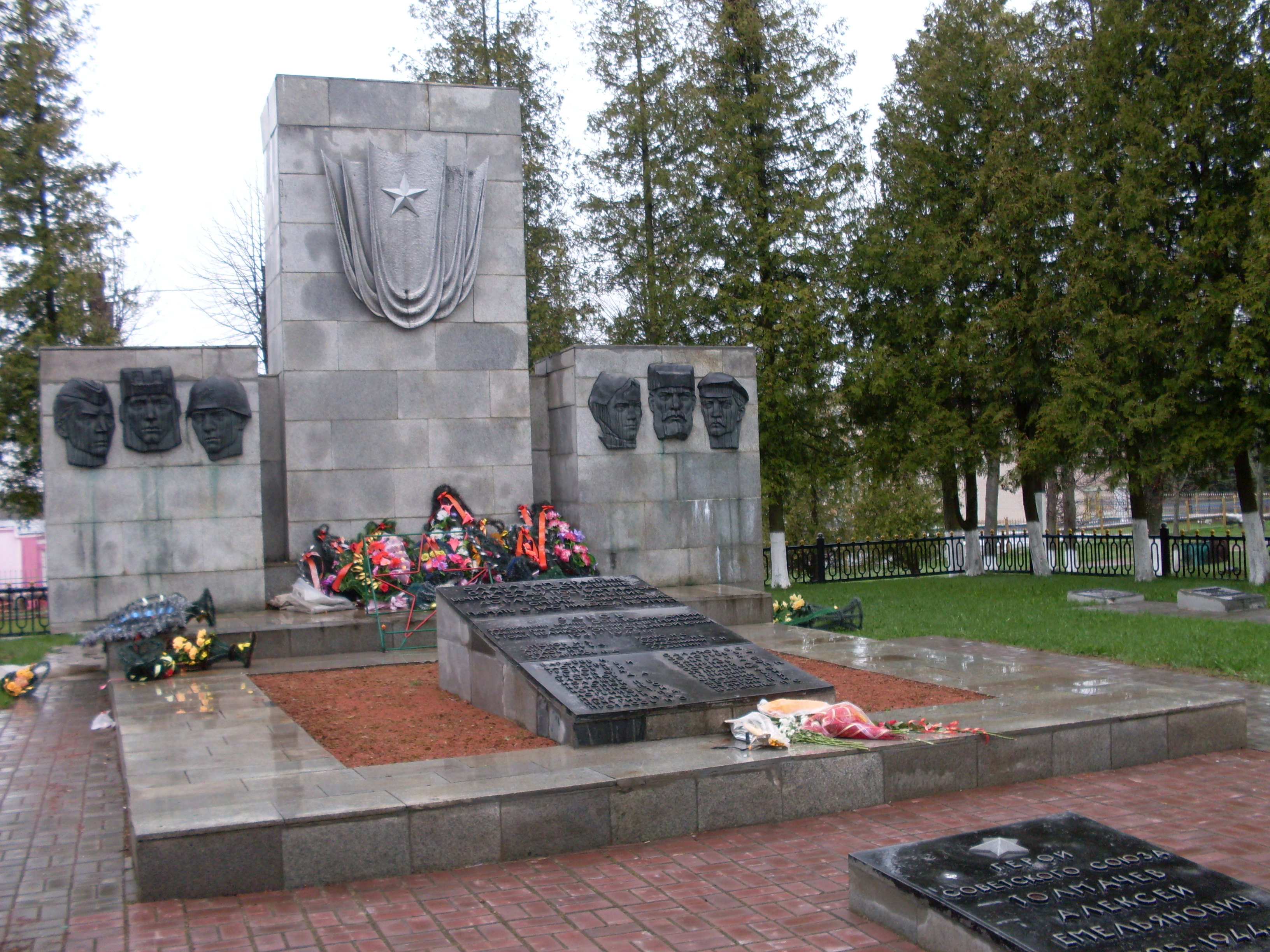
Đài tưởng niệm trên ngôi mộ của 63 Anh hùng Liên Xô trong Chiến tranh thế giới thứ II tại Shumilino (Belarus)

Do lòng dũng cảm và chủ nghĩa anh hùng, danh hiệu Anh hùng Liên Xô được trao thưởng cho một số quân nhân tham gia chiến dịch Vitebsk là F. T. Blokhin, N. B. Borisov, A. I. Bespyatov, Yu. V. Smirnov và S. D. Borodulin. Tại đầu cây cầu dẫn vào thành phố Vitebsk, một bia tưởng niệm được dựng lên để ghi nhớ chiến công và lòng dũng cảm của F. T. Blokhin. Blokhin cũng trở thành công dân danh dự của thành phố.
Nhằm tưởng thưởng công lao của các đơn vị Hồng quân trong việc đột phá phòng tuyến quân Đức tại Vitebsk và giải phóng thành phố này, các sắc lệnh ngày 2 và 10 tháng 7 năm 1944 của Bộ Tổng tư lệnh Tối cao Liên Xô đã trao thưởng tên hiệu "Vitebsk" cho 62 đơn vị thuộc các Tập đoàn quân số 39, 43 và Tập đoàn quân không quân số 1 của các phương diện quân Byelorussia 3 và Baltic 1.
Một số cá nhân và tập thể đã nhận các huân huy chương kỷ niệm ngày giải phóng thành phố Vitebsk:
- 20 năm ngày giải phóng Vitebsk (1964): A. F. Kovalyov, V. A. Mitrichev, Nhà máy Đồng hồ Vitebsk;
- 25 năm ngày giải phóng Vitebsk (1969): A. Ye. Khatkevich, Nhà máy sản xuất đồ điện gia dụng Vitebsk;
- 25 năm ngày giải phóng Vitebsk khỏi ách phát-xít (1969): G. F. Klikushkin, Nhà máy sản xuất hàng hóa giải trí;
- 30 năm ngày giải phóng Vitebsk khỏi ách phát-xít (1974): S. N. Kompanichenko, Nhà máy sản xuất đồ điện gia dụng Vitebsk;

### Tiếng Anh
- Dunn, W. Soviet Blitzkrieg: The Battle for White Russia, 1944, Lynne Riener, 2000, ISBN 978-1-55587-880-1
- Glantz, D.M. Byelorussia 1944—The Soviet General Staff Study
- Mitcham, S. German Defeat in the East, 1944-5, Stackpole, 2007.
- Niepold, G., translated by Simpkin, R., Battle for White Russia: The destruction of Army Group Centre June 1944, Brassey's, London, 1987, ISBN 0-08-033606-X
- Zaloga, S. Bagration 1944: The Destruction of Army Group Centre, Osprey Publishing, 1996, ISBN 978-1-85532-478-7

### Tiếng Nga
- Александр Василевский. Дело всей жизни. — М.: Политиздат, 1983. (A. M. Vasilevsky. Sự nghiệp cả cuộc đời. Nhà xuất bản Chính trị. Moskva. 1983.
- Георгий Жуков. Воспоминания и размышления. В 3-х т. Т. 3. М.: Агентство печати Новости, 1986 (Geogriy Zhukov. Nhớ lại và suy nghĩ. Hãng thông tấn Novosti xuất bản. Moskva. 1986.
- Самсонов, Александр Михайлович. Крах фашистской агрессии 1939-1945. — М.: Наука, 1980.
- Баграмян, Иван Христофорович. Так шли мы к победе. — М.: Воениздат, 1977.
- Чистяков, Иван Михайлович. Служим Отчизне. — М.: Воениздат, 1985.
- Белобородов, Афанасий Павлантьевич. Всегда в бою. — М.: Экономика, 1984.
- Бойко, Василий Романович. С думой о Родине. — М.: Воениздат, 1982.
- Егоров, П. Я., Кривоборский И. В. Ивлев И. К., Рогалевич А. И. Дорогами побед. — М.: Воениздат, 1969.

### Tiếng Đức
- Tippelskirch K., Geschichte des Zweiten Weltkrieges. — Bonn, 1954.
- Siegfried Westphal, Werner Kreipe, Gunther Blumentritt, Fritz Bayerlein, Kurt Zeitzler, Bodo Zimmerman, Hasso von Manteuffel. The Fatal Decisions, — New York, 1956.

### Tiếng Việt
- G. K. Zhukov. Nhớ lại và suy nghĩ. Tập 3. Nhà xuất bản Quân đội nhân dân. Hà Nội. 1987
- A. M. Vasilevsky. Sự nghiệp cả cuộc đời. Nhà xuất bản Tiến Bộ. Moskva. 1984. (bản tiếng Việt)
- S. M. Stemenko. Bộ Tổng tham mưu Xô Viết trong chiến tranh. Tập 1. Nhà xuất bản Tiến Bộ. Moskva. 1985.(bản tiếng Việt)